# BMW M3 DTM
La BMW M3 DTM est une voiture de course du constructeur automobile allemand BMW, visuellement basée sur la gamme E92. La voiture de course est conçue pour une utilisation exclusive dans le DTM, où elle a concouru contre l’Audi A5 et la Classe C coupé de Mercedes à partir de la saison 2012. Lors de sa première saison, le véhicule a remporté les classements pilote et équipe du DTM.
Pour BMW, l’E92 est le premier prototype de voiture de course en DTM. Lorsque l’entreprise se retire du Deutsche Tourenwagen Meisterschaft à la fin de la saison 1992, des voitures de tourisme du Groupe A y sont encore utilisées, dans lesquelles des assemblages essentiels, comme une carrosserie principalement en tôle, sont issus de la construction automobile de série.

## Technologie
La M3 DTM est visuellement basée sur la version coupé de la BMW M3. La construction se compose d’un châssis monocoque en PRFC avec un réservoir de carburant de 120 litres intégré.
Le moteur V8 atmosphérique à quatre soupapes a une cylindrée de quatre litres, un angle d’ouverture des cylindres de 90 degrés et il délivre environ 480 ch (353 kW). Le couple maximal est d’environ 500 Nm. La voiture accélère jusqu’à 100 km/h en environ trois secondes et elle atteint une vitesse de pointe de 300 km/h. En raison de la réglementation, deux limiteurs de débit d’air, chacun d’un diamètre de 28 mm, sont installés. La puissance est transmise via une transmission sport à 6 vitesses séquentielle avec actionnement pneumatique via des palettes de changement de vitesse sur le volant et un embrayage CFRP de ZF Sachs à 4 disques. A cet effet, la voiture dispose d’un différentiel à glissement limité multidisque réglable.
Les roues avant et arrière sont suspendues individuellement sur des doubles triangles avec des jambes de compression et des amortisseurs réglables en six directions, ainsi que des disques de frein ventilés en carbone-céramique et des étriers de frein monobloc en alliage léger. La répartition de la force de freinage du système de freinage hydraulique à double circuit peut être réglé en continu par le conducteur. Les roues de 18 pouces en aluminium forgé sont des composants standard avec 12 pouces de large sur l’essieu avant et 13 pouces de large sur l’essieu arrière.

### Pneus
Les pneus proviennent du fournisseur standard Hankook. En 2012, les pneus ont été élargis par rapport à la saison précédente. Un pneu avant mesurait désormais 300 millimètres de large et 680 millimètres de diamètre, un pneu arrière mesurait 320 millimètres de large et 710 millimètres de diamètre. Les pneus comportaient des éléments sur les flancs pour une force d’appui supplémentaire,.

## Équipes et pilotes
En 2012, les équipes Racing Bart Mampaey (RBM), Team RMG (RMG) et Schnitzer Motorsport ont chacune démarré avec deux pilotes. BMW a nommé Augusto Farfus, Andy Priaulx, Dirk Werner et Joey Hand comme pilotes, ainsi que l’ancien pilote d’usine de Mercedes-Benz, Bruno Spengler, et le champion en titre du DTM, Martin Tomczyk, venant d’Audi.
En 2013, l’équipe MTEK a été ajoutée, avec les pilotes Timo Glock et Marco Wittmann. Hormis l’échange de places pour Joey Hand et Andy Priaulx, il n’y a pas eu d’autres changements.